# 435
435 foi um ano comum do século V no Calendário Juliano. com 52 semanas, o ano teve início e fim numa terça-feira com a letra dominical F. Segundo o horóscopo chinês, foi o ano do Porco.
| Ano completo                       |
| ---------------------------------- |
| Ano comum com início à terça-feira |